# 蔡欣亚
蔡欣亚，台灣裔日本動畫師，隶属于MAPPA，曾任制作进行、副监督等职，是《天才王子的赤字国家重生术》的副监督和《恰如细雨般的恋歌》的原定监督。。

## 参与作品
《DAYS》（2016年7月2日）：设定制作和制作进行
《怪物弹珠 第二季 消失的宇宙篇》（2017年10月7日）：演出和演出助理
《相约七月祭》（2018年8月3日）：副监督
《ARTE》（2020年4月4日）：演出和分镜
《宝石幻想 光芒重现》（2020年7月4日）：设定、演出和分镜
《灾祸的真理 -ZUERST-》（2020年10月13日）：演出和分镜
《天才王子的赤字国家振兴术》（2022年1月11日）：副监督、演出和分镜